# 日の子坂古戦場跡

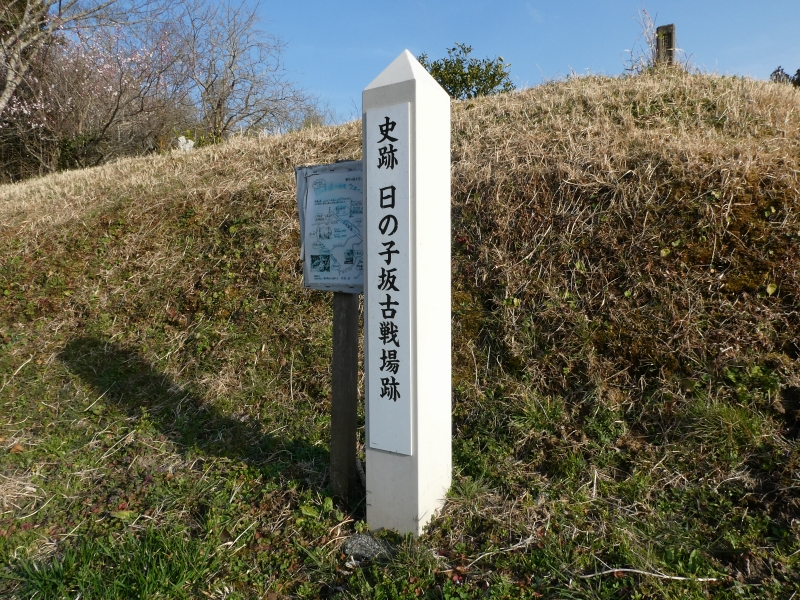
日の子坂古戦場跡

日の子坂古戦場跡（ひのこざかこせんじょうあと）は千葉県長生郡睦沢町にある古戦場である。

## 概要
日の子坂は睦沢町大上からいすみ市須賀谷に通じる坂道を指している。1589年（天正17年）4月、長南の武田信栄と夷隅の土岐頼春との間の戦闘があった山道で、戦国時代末期の武将達の勢力争いを今に伝える歴史のある道である。

## イベント
毎年4月29日の昭和の日には「古戦場ウォーク」というイベントが開催されている。